# Lei das Sesmarias
A Lei das Sesmarias foi uma legislação do reinado de Fernando I de Portugal, promulgada em Santarém a 28 de Maio de 1375, com objetivo de estimular a produção agrícola e diminuir o despovoamento rural, no contexto de uma crise económica que ocorria há algumas décadas por toda a Europa e que a peste negra agravou.  Assim, toda a segunda metade do século XIV e quase todo o século XV foram períodos de depressão.
A peste negra levou a uma falta inicial de mão-de-obra nos centros urbanos (locais onde a mortandade foi mais intensa) que, por sua vez, desencadeou o aumento dos salários das atividades artesanais; estes factos desencadearam a fuga dos campos para as cidades. Após estas consequências iniciais verificou-se, e tornou-se característica deste período, a falta de mão-de-obra rural que levou à diminuição da produção agrícola e ao despovoamento de todo o país.

## Evolução legislativa
A legislação de sesmarias teve sua origem com a promulgação pelo rei português Fernando I, em 1375. Ela fazia parte de um conjunto de medidas implementadas pelo monarca para enfrentar uma grave crise de abastecimento no reino. Essa legislação condicionava o direito à terra à sua efetiva exploração agrícola, um traço distintivo do período medieval, conforme apontado por Paolo Grossi.
Um dos principais objetivos dessa lei era obrigar os proprietários de terras a cultivá-las. Caso essa condição não fosse cumprida, a coroa tinha o direito de revogar a concessão e entregar a terra em sesmaria a outra pessoa que se comprometesse a cultivá-la dentro de um prazo estipulado por lei. Os responsáveis pela aplicação dessa legislação em Portugal eram chamados de sesmeiros. Eles eram escolhidos entre os membros do concelho, que equivalia às câmaras municipais na América portuguesa. A escolha poderia ser uma nomeação direta do rei ou feita pelo próprio concelho, mas sempre estava sujeita à aprovação real. A responsabilidade dos sesmeiros incluía a distribuição das terras do concelho em sesmarias para os candidatos que atendessem aos requisitos para a exploração agrícola. Além disso, cabia a eles verificar se as terras estavam sendo efetivamente cultivadas e, se não estivessem, notificar o beneficiário para que este aproveitasse suas terras dentro de um ano. O não cumprimento desse dever resultaria na revogação da concessão.
Segundo as Ordenações Filipinas de 1603, o termo "sesmarias" refere-se às áreas de terra, propriedades rurais ou pequenos loteamentos que antes eram cultivados e utilizados por senhorios, mas que, em algum momento, deixaram de ser explorados. De acordo com Carmen Alveal (2007), a lei das sesmarias, que foi promulgada pela primeira vez em 1375, passou por quatro edições subsequentes. As Ordenações Afonsinas de 1446 introduziram um apêndice normativo que, combinado com a lei agrária, influenciou as Ordenações Manuelinas de 1521, com poucas alterações significativas. Os artigos, agora agrupados nas Ordenações Manuelinas, foram integralmente reproduzidos nas Ordenações Filipinas de 1603.
Carmen Alveal (2007) sugere que o principal objetivo da lei das sesmarias era resolver a crise de abastecimento em Portugal, tornando o cultivo de terras um requisito essencial para a manutenção do direito à posse de uma parcela de terra. Os dezenove artigos dessa lei abordavam principalmente os problemas enfrentados pela agricultura portuguesa e buscavam solucioná-los, com ênfase na promoção do cultivo da terra e no estímulo ao trabalho agrícola por parte dos súditos do rei, de maneira coercitiva.
Segundo a análise de Alveal (2007), as Ordenações Afonsinas tornaram a lei das sesmarias mais clara, regulamentando os procedimentos e introduzindo elementos ausentes na versão original de 1375. Elas também estabeleceram um prazo de um ano para que os beneficiários das sesmarias cultivassem as terras concedidas, refletindo a dificuldade prática na aplicação da lei original.
No que diz respeito às Ordenações Manuelinas e Filipinas, Alveal (2007) observa que não houve grandes diferenças entre elas, nem a incorporação de elementos extraordinários na regulamentação da lei das sesmarias. Ambas introduziram a inovação de verificar o cultivo das terras a cada cinco anos, fortalecendo a fiscalização das sesmarias, o que foi a característica mais relevante desses decretos régios. Além disso, regularam a tributação das terras com base em sua produtividade, sob responsabilidade dos almoxarifes, e permitiram a concessão de sesmarias para terras não cultivadas, mediante consulta aos procuradores e vereadores pelos sesmeiros.

## Sistema sesmarial
Uma sesmaria era compreendida como uma concessão condicional de terras feita em nome do rei, como explicado por Laura Beck Varela. Essa concessão garantia ao beneficiário o domínio útil da terra, mas estava sujeita à condição de que a terra fosse efetivamente cultivada. Caso contrário, a doação poderia ser anulada e a terra retornaria ao domínio real, podendo ser concedida a outro sesmeiro.

### Causas e objetivos
Segundo Virgínia Rau, as causas que levaram à promulgação desta lei foram:
- a escassez de cereais;[nt 1]
- a carência de mão-de-obra;
- o aumento dos preços e dos salários agrícolas;
- a falta de gado para trabalhar na terra;
- a diferença entre as rendas pedidas pelos donos da terra e os valores oferecidos pelos rendeiros;
- o aumento dos ociosos e vadios.

A lei pretendia:
- obrigar os proprietários a cultivar as terras[nt 2] destinadas a produção agrícola (sesmaria) mediante pena de expropriação;
- obrigar ao trabalho na agricultura a todos os que fossem filhos ou netos de lavradores e a todos os que não possuíssem bens avaliados até quinhentas libras;
- evitar o encarecimento geral fixando os salários rurais;
- obrigar os lavradores a terem o gado necessário para a lavoura e fixando o preço do animal;
- proibir a criação de gado que não fosse para trabalhos de lavoura;
- fixar preços de rendas;
- aumentar o número de trabalhadores rurais pela compulsão de mendigos, ociosos e vadios que pudessem fazer uso do seu corpo.[nt 3]

A grande novidade desta lei é a instituição do princípio de expropriação da propriedade caso a terra não fosse aproveitada. Procurava-se repor em cultivo terras que já o haviam tido e que os factos já mencionados tinham transformado em baldios. A lei das Sesmarias foi como que uma reforma agrária. No entanto, não se sabe com clareza até que ponto foi cumprida e em que medida contribuiu para uma reestruturação da propriedade e para a resolução da crise. 
Vale ressaltar a definição moderna dos conceitos de "sesmaria" e "sesmeiro". A pesquisa nesta área do conhecimento demonstra unanimidade quanto à extensa gama de regulamentações e prescrições relacionadas às sesmarias nas colônias portuguesas. As Ordenações não foram o único instrumento legal utilizado para regular as questões relacionadas às sesmarias. Pelo contrário, decretos, alvarás, cartas forais, regimentos e outros dispositivos legais desempenharam um papel expressivamente importante na tentativa de adaptar a concessão de sesmarias às necessidades do Reino.

## Colônias americanas e Império do Brasil
Cento e cinquenta e cinco anos após a promulgação da Lei das Sesmarias, esse sistema jurídico português foi introduzido nas colônias portuguesas na América em 1530, por meio da carta de poderes concedida a Martim Afonso de Sousa, que liderou uma expedição colonizadora. A coroa pretendia utilizar as sesmarias como um incentivo para a colonização de um território ainda inexplorado. A escolha desse sistema jurídico para a América não foi aleatória. A coroa portuguesa já havia utilizado com sucesso as sesmarias na colonização das ilhas atlânticas e do próprio território português, especialmente em regiões fronteiriças durante conflitos com Castela. Ao se deparar com a tarefa de colonizar o Brasil, a coroa recorreu a essa experiência.
Em 1534, o rei João III introduziu o sistema de capitanias hereditárias em suas possessões americanas. Além desse sistema, as sesmarias continuaram a desempenhar um papel importante na colonização americana. Uma das principais responsabilidades dos capitães-donatários em suas capitanias era conceder terras em sesmarias "a qualquer pessoa de qualquer classe social". Embora os donatários tivessem o poder de conceder sesmarias, eram proibidos de receber terras em nome próprio, de suas esposas ou de seus filhos herdeiros. Além disso, um donatário só poderia adquirir uma sesmaria por compra "após oito anos da sua primeira concessão". Isso reflete a preocupação da coroa em impedir que os donatários se beneficiassem pessoalmente desse poder, demonstrando a importância do sistema de sesmarias para Portugal.
Mais tarde, em 1548, o regimento entregue a Tomé de Souza, nomeado Governador Geral do Estado do Brasil, continha disposições especiais relacionadas às sesmarias. Essas disposições restringiam a doação de terras adequadas para o cultivo de cana-de-açúcar a pessoas com os recursos necessários para essa finalidade. No entanto, isso não significa necessariamente que todos os sesmeiros atendiam a esse critério, pois, como observado por Ruy Cirne Lima, muitos aspirantes a concessões faziam falsas alegações em seus requerimentos para cumprir os requisitos legais. Isso reflete a lacuna entre a lei e a prática real.
No entanto, as diferenças entre a metrópole e a colônia levaram a algumas transformações no sistema de sesmarias. Era necessário criar uma legislação específica para a aplicação desse sistema nas terras americanas, levando em consideração as características únicas, como a vasta extensão de terra a ser colonizada e os desafios de administrar uma colônia. Os esforços da coroa para regular o sistema de sesmarias não foram totalmente bem-sucedidos, como evidenciado pelo grande número de decretos reais que abordaram o tema. No final do século XVII, surgiram os primeiros decretos reais que buscavam estabelecer limites para as concessões de sesmarias. Essa preocupação persistiu ao longo da época colonial, como demonstrado por ordens posteriores. A questão dos limites e demarcação das sesmarias era um dever do sesmeiro para legalizar a posse de sua terra, mas em muitos casos não foi cumprida. Mesmo quando mencionados nas cartas de concessão, os limites muitas vezes eram vagos, baseados em marcos geográficos naturais ou em sesmeiros que já possuíam sesmarias na região. Essa falta de clareza nos limites das sesmarias levou a conflitos entre sesmeiros e posseiros nas áreas fronteiriças de suas terras, resultando em litígios. Esses litígios eram frequentemente levados às autoridades coloniais, e as partes envolvidas buscavam uma solução junto ao monarca, demonstrando a importância do poder real na resolução desses conflitos.
Assim, fica evidente que as sesmarias desempenharam múltiplos papéis nas colônias portuguesas na América. Além de servirem como um meio de acesso à terra e ao poder entre os colonos, também contribuíram para fortalecer o poder central exercido pelo Reino e, posteriormente, pelo Império do Brasil. 

## Vigência
O sistema de sesmarias prevaleceu no Império do Brasil até a promulgação da Lei de Terras, em 1850.